# SÍ Sørvágur
SÍ Sørvágur – Klub piłkarski z siedzibą w Sørvágur na wyspie Vágar w archipelagu Wysp Owczych.

## Historia
Klub powstał już 17 marca 1905 roku i jest jednym z najstarszych zespołów swego kraju. Wraz z początkami istnienia pierwszej ligi przypada okres świetności SÍ Sørvágur. Swe jedyne mistrzostwo w tych zmaganiach klub wywalczył w 1947 roku, czyli pięć lat po otwarciu pierwszej ligi. Późniejszy okres to powstawanie nowych klubów, przez co Sørvágs Ítróttarfelag spadł znacznie. Dziś waha się między drugą a trzecią ligą. 
W 2007 roku klub połączył się z klubem z Sandavágur tworząc 07 Vestur. 
Klub SÍ Sørvágur ma także sekcje siatkarskie, zarówno męską, jak i żeńską. Mężczyźni z sekcji siatkarskiej zdobyli w 2005 mistrzostwo oraz siatkarski Puchar Wysp.